# نظمي كندي
نظمي كندي هي قرية في مقاطعة شوط‌، إيران. يقدر عدد سكانها بـ 0 نسمة بحسب إحصاء 2016.